# FC Kuban Holding
El FC Kuban Holding es un equipo de fútbol de Rusia que juega en la Liga de Fútbol Profesional de Rusia, tercer nivel en el sistema de ligas ruso.

## Historia
En el 2015, se crea la organización Club de fútbol Kuban Holding que representa el distrito Pávlovskaya de la región de Krai de Krasnodar. A finales de julio de 2020, se supo que en la temporada 2020/21 Kuban Holding jugaría en el Grupo 1 de la Liga de Fútbol Profesional de Rusia.
Al finalizar la temporada 2020/21 terminó en el segundo lugar con (24 victorias, 5 empates, 3 derrotas), por lo que estuvo a punto de ascender a la Liga Nacional de Fútbol de Rusia.

## Plantilla
- Datos: Q65038152
- Multimedia: FC Kuban Holding / Q65038152